# Horvathiella
Horvathiella is een geslacht van wantsen uit de familie van de Miridae (Blindwantsen). Het geslacht werd voor het eerst wetenschappelijk beschreven door Bertil Robert Poppius in 1912.

## Soorten
Het genus bevat de volgende soorten:

- Horvathiella transvaalensis Poppius, 1912
- Horvathiella umbrina Linnavuori, 1974
- Horvathiella variabilis Poppius, 1912